# National Broadcasting Corporation of Papua New Guinea
National Broadcasting Corporation of Papua New Guinea, nota anche con l'acronimo NBC PNG, è l'ente radiotelevisivo pubblico della Papua Nuova Guinea. Trasmette dalla capitale Port Moresby in inglese.

## Storia
Le prime trasmissioni radiofoniche in Papua Nuova Guinea risalgono al 25 ottobre 1935, per mezzo della ABC, quando il Paese era un territorio sotto l'amministrazione australiana. La ABC aprì la stazione commerciale 4PM a Port Moresby, le cui attività furono però sospese con la dichiarazione di guerra al Giappone nel 1941.
All'inizio del 1944 fu creata la radio militare 9PA, che per la prima volta portava al Paese dei programmi nelle lingue aborigene.
Dopo la fine della guerra il controllo di 9PA passò alla ABC, che gradualmente organizzò il suo servizio sul territorio. 
Parallelamente debuttò un'emittenza governativa nel 1961, attraverso 15 stazioni locali.
In seguito all'indipendenza del Paese, nel 1973, l'appena nato parlamento papuano emanò il Broadcasting Commission Act, un provvedimento attraverso il quale, il 1º dicembre di quell'anno, le radiofonie finora esistenti furono riunite nell'ente National Broadcasting Commission (NBC) e poste sotto controllo governativo. Il nome dell'azienda fu mantenuto fino al 1994, quando passò a quello attuale.
Nel 1982 la NBC ampliò la propria offerta a 3 stazioni: una nazionale, un network di radio provinciali e un servizio FM commerciale (quest'ultimo venduto successivamente a una radio privata).
NBC TV, conosciuta in passato come "Kundu 2" e "National Television Service", è l'unico canale televisivo di NBC PNG. Fu lanciato il 16 settembre 2008, anche via satellite, con lo scopo di fungere da piattaforma del governo nazionale per fornire informazioni alla popolazione.
Nello stesso anno fu aperto Tribe, un segmento del palinsesto del sabato sera di NBC Radio, dalle 21 a mezzanotte, focalizzato sulle problematiche e i costumi dei giovani, che ad agosto 2015 divenne una stazione radio a sé stante, Tribe 92FM.
L'azienda è organizzata in 20 sedi nelle città principali del Paese.

## Programmi

### Programmi di NBC Radio
- Morning Tru
- Dabai
- Malolo
- Pacific Beat
- Wokabaut
- Hanuaboi

### Programmi di Tribe 92FM
- G.M.T. (Good Morning Tribe)
- Midday's
- Lekfaia Drive
- Tribe “By Demand”

## Servizi

### Televisione
| Nome   | Sede         | Тipo        | Lancio | Lingua  |
| ------ | ------------ | ----------- | ------ | ------- |
| NBC TV | Port Moresby | generalista | 1973   | inglese |

### Radio

#### Nazionale
| Nome       | Sede         | Тipo                                             | Lancio | Lingua  |
| ---------- | ------------ | ------------------------------------------------ | ------ | ------- |
| NBC Radio  | Port Moresby | generalista                                      | 1973   | inglese |
| Tribe 92FM | Port Moresby | programmi per i giovani (musica e conversazione) |        | inglese |

#### Provinciale
| Nome                     | Sede               | Тipo        | Lancio | Lingua  |
| ------------------------ | ------------------ | ----------- | ------ | ------- |
| Radio New Ireland        | New Ireland        | generalista |        | inglese |
| Radio Chimbu             | Chimbu             | generalista |        | inglese |
| Radio Enga               | Enga               | generalista |        | inglese |
| Radio Southern Highlands | Southern Highlands | generalista |        | inglese |
| Radio Sandaun            | Sandaun            | generalista |        | inglese |
| Radio East Sepik         | East Sepik         | generalista |        | inglese |
| Radio Madang             | Madang             | generalista |        | inglese |
| Radio Central            | Port Moresby       | generalista |        | inglese |
| Radio Gulf               | Gulf               | generalista |        | inglese |
| Radio Western            | Western            | generalista |        | inglese |
| Radio Northern           | Northern           | generalista |        | inglese |
| Radio Morobe             | Morobe             | generalista |        | inglese |
| Radio Milne Bay          | Milne Bay          | generalista |        | inglese |
| Radio Eastern Highlands  | Eastern Highlands  | generalista |        | inglese |
| Radio Western Highlands  | Western Highlands  | generalista |        | inglese |
| Radio Manus              | Manus              | generalista |        | inglese |
| Radio East Britain       | East Britain       | generalista |        | inglese |
| Radio West New Britain   | West New Britain   | generalista |        | inglese |
| Radio Bougainville       | Bougainville       | generalista |        | inglese |

## Ricezione

### Terrestre
La televisione di NBC trasmette in standard DVB-T HD; la radio trasmette in AM e in FM.

### Satellite[4]
| Satellite          | Eutelsat 172B | Eutelsat 172B | JCSAT 4B |
| Posizione orbitale | 172.0° E      | 172.0° E      | 124.0° E |
| Canali             | NBC TV        | NBC TV        | NBC TV   |
| Frequenza          | 3888 H        | 4196 H        | 12322 H  |
| SR                 | 10414         | 1415          | 15000    |
| FEC                | 5/6           | 3/4           | 3/4      |
| Modulazione        | 8PSK          | 8PSK          | 8PSK     |

### Streaming
NBC in streaming